# Lukácsfalva
Lukácsfalva (szerbül Лукино Село / Lukino Selo, németül Lukasdorf) település Szerbiában, a Vajdaságban, a Közép-bánsági körzetben.
Lukácsfalva a körzet egyik legrégebbi, többségében magyarok által lakott települése.

## Fekvése
Nagybecskerektől 14 km-re délre, a Béga közelében, a Fehér-tó mellett fekvő település.

## Alapítás
Lukácsfalvát Lukács Lázár örmény nagykereskedő telepítette, aki 1781-ben az osztrák udvari pénztártól 30,000 lánc bánsági földet vásárolt Écska, Bégafő és Jankahíd településekkel együtt. Lukácsfalva tehát a falu telepítőjéről kapta a nevét, aki a Bánság egyik legnagyobb földbirtokosa volt. A föld tulajdonsa Écska közelében, a Béga folyó jobb partjára, Szegedről valamint a környező falvakból magyarokat telepített. A Béga sokszori áradása miatt az első lukácsfalvaiak hamarosan áttelepültek a falu mai helyére, távolabb a Béga folyótól, és valamelyest közelebb a Tiszához. Lukácsfalva környékén, az árvízvédekezés céljából, a 19. század közepén töltések épültek, amelyek még ma is védik a falut a megáradt folyóktól.

## Népesség
A korábban szinte kizárólag magyarok által lakott faluba 1825-ben katolikus bolgárok költöztek. 1887-ben a bolgárok többsége átköltözött a szomszédos Erzsébetlakra.
A legtöbb lakosa Lukácsfalvénak az I. világháborút megelőző években volt, a lakosság száma ekkor meghaladta az ezret.
Az 1990-es évek jugoszláv háborúi során mintegy harminc szerb menekült család érkezett a faluba főleg Horvátországból, Bosznia-Hercegovinából, később Koszovóból is. A falu lakosságának ma közel 20%-át a szerbek teszik ki.
A lukácsfalvaiak többsége katolikus vallású. A templomot 1927-ben építették a helybéliek önkéntes adományából, valamint a szentmihályi és a tordai magyarok támogatásából.
A templom védőszentje Kisboldogasszony, a búcsút szeptember első vasárnapján ünneplik.

### Demográfiai változások[1]
| Lakosok száma | 1007 | 757  | 876  | 722  | 703  | 643  | 598  | 498  |
|               | 1948 | 1953 | 1961 | 1971 | 1981 | 1991 | 2002 | 2011 |

## Gazdasága
Lukácsfalva első lakosai szinte kizárólag dohánytermeszéssel foglalkoztak. Később a dohánytermesztők tulajdonosaivá válhattak a földnek, amelyet évtizedekig műveltek. Akik nem tudták megvásárolni a földet, napszámosként dolgoztak az uraságnál. Miután a Lázár-család halgazdaságot alapított (1906), többen halászattal foglalkoztak az új, Fehér-tavon. Lukácsfalva arról is híres volt, hogy itt legeltették az Osztrák–Magyar Monarchia egyik legkiválóbb ménesét. Ezt a területet a mai napig Csikósnak hívják.

## Híres emberek
- Itt született 1925. december 23-án Janika Balaž magyar nyelvű roma családból származó tamburaművész.